# Taeniophyllum rubrum
Taeniophyllum rubrum är en orkidéart som beskrevs av Henry Nicholas Ridley. Taeniophyllum rubrum ingår i släktet Taeniophyllum och familjen orkidéer. Inga underarter finns listade i Catalogue of Life.